# CR174 (Luxemburg)
De CR174 (Chemin Repris 174) is een verkeersroute in het zuidwesten van Luxemburg tussen de Franse grens bij de Franse plaats Hussigny-Godbrange en Esch-sur-Alzette (N31). De route heeft een lengte van ongeveer 9 kilometer.

## Routeverloop
De CR174 begint op de Franse grens als verlengde van de D26a ten noorden van de Franse plaats Hussigny-Godbrange. De route gaat naar het noorden door bosgebied heen via Ferme Vesque naar het zuidwesten van Differdange. Ongeveer 2,5 kilometer na aanvang van de route komt de CR174 Differdange binnen en gaat de route door bebouwd gebied heen waarbij het onder andere het treinstation Differdange en met een rotonde de N31 passeert. De route gaat verder in oostelijke richting door het bebouwde gebied van Differdange en Soleuvre heen. In Soleuvre gaat de route onder de goederenspoorlijn van het bedrijventerrein van ArcelorMittal door en vervolgens onder de N32. Vlak na dit viaduct heeft de CR174 een aansluiting met de N32. De route buigt geleidelijk af naar het zuidoosten via Belvaux naar Esch-sur-Alzette. Aan de noordwestkant van Esch-sur-Alzette eindigt de CR174 in aansluiting met de N31.

## Plaatsen langs de CR174
- Ferme Vesque
- Differdange
- Soleuvre
- Belvaux
- Esch-sur-Alzette

## CR174b
De CR174b is een verbindingsweg tussen Oberkorn en Differdange. De route van ongeveer 850 meter verbindt de N31 in Oberkorn met de CR174 in Differdange. De gehele route is ingericht als eenrichtingsverkeersweg van Oberkorn naar Differdange toe en ligt volledig tussen de bebouwing in.
CR101 ·
CR102 ·
CR103 ·
CR104 ·
CR105 ·
CR106 ·
CR107 ·
CR108 ·
CR109 ·
CR110 ·
CR111 ·
CR112 ·
CR113 ·
CR114 ·
CR115 ·
CR116 ·
CR117 ·
CR118 ·
CR119 ·
CR120 ·
CR121 ·
CR122 ·
CR123 ·
CR124 ·
CR125 ·
CR126 ·
CR127 ·
CR128 ·
CR129 ·
CR130 ·
CR131 ·
CR132 ·
CR133 ·
CR134 ·
CR135 ·
CR136 ·
CR137 ·
CR138 ·
CR139 ·
CR140 ·
CR141 ·
CR142 ·
CR143 ·
CR144 ·
CR145 ·
CR146 ·
CR147 ·
CR148 ·
CR149 ·
CR150 ·
CR151 ·
CR152 ·
CR153 ·
CR154 ·
CR155 ·
CR156 ·
CR157 ·
CR158 ·
CR159 ·
CR160 ·
CR161 ·
CR162 ·
CR163 ·
CR164 ·
CR165 ·
CR166 ·
CR167 ·
CR168 ·
CR169 ·
CR170 ·
CR171 ·
CR172 ·
CR173 ·
CR174 ·
CR175 ·
CR176 ·
CR177 ·
CR178 ·
CR179 ·
CR180 ·
CR181 ·
CR182 ·
CR183 ·
CR184 ·
CR185 ·
CR186 ·
CR187 ·
CR188 ·
CR189 ·
CR190
CR200 ·
CR201 ·
CR202 ·
CR203 ·
CR204 ·
CR205 ·
CR206 ·
CR207 ·
CR208 ·
CR210 ·
CR211 ·
CR212 ·
CR213 ·
CR215 ·
CR216 ·
CR217 ·
CR218 ·
CR219 ·
CR220 ·
CR221 ·
CR222 ·
CR223 ·
CR224 ·
CR225 ·
CR226 ·
CR227 ·
CR228 ·
CR229 ·
CR230 ·
CR231 ·
CR232 ·
CR233 ·
CR234
CR301 ·
CR302 ·
CR303 ·
CR304 ·
CR305 ·
CR306 ·
CR307 ·
CR308 ·
CR309 ·
CR310 ·
CR311 ·
CR312 ·
CR313 ·
CR314 ·
CR315 ·
CR316 ·
CR317 ·
CR318 ·
CR319 ·
CR320 ·
CR321 ·
CR322 ·
CR323 ·
CR324 ·
CR325 ·
CR326 ·
CR327 ·
CR328 ·
CR329 ·
CR330 ·
CR331 ·
CR332 ·
CR333 ·
CR334 ·
CR335 ·
CR336 ·
CR337 ·
CR338 ·
CR339 ·
CR340 ·
CR341 ·
CR342 ·
CR343 ·
CR344 ·
CR345 ·
CR346 ·
CR347 ·
CR348 ·
CR349 ·
CR350 ·
CR351 ·
CR352 ·
CR353 ·
CR354 ·
CR355 ·
CR356 ·
CR357 ·
CR358 ·
CR359 ·
CR360 ·
CR361 ·
CR362 ·
CR364 ·
CR365 ·
CR366 ·
CR367 ·
CR368 ·
CR369 ·
CR370 ·
CR371 ·
CR372 ·
CR373 ·
CR374 ·
CR375 ·
CR376 ·
CR377 ·
CR378 ·
CR379
Routes die cursief vermeld staan, zijn voormalige routes.